# Jacinto Lorenzo
Jacinto Lorenzo Alcantarilla (Madrid, España, 14 de febrero de 1940-20 de octubre de 2017) es un exfutbolista español que se desempeñaba como defensa.

## Clubes
| Club              | País   | Año       |
| ----------------- | ------ | --------- |
| A. D. Plus Ultra  | España | 1959-1963 |
| Real Oviedo       | España | 1963-1964 |
| Granada C. F.     | España | 1964-1972 |
| Real Murcia C. F. | España | 1972-1974 |